# شارژ کنترلر
شارژ کنترلر یا تنظیم کننده شارژ، کنترل شارژ و یا تنظیم کننده باتری (به انگلیسی: charge controller)، جریان شارژ و دشارژ باتری‌ها را کنترل می‌کند. شارژ کنترلر، باتری را در مقابل شارژ اضافی یا افزایش ولتاژ که عمر آن را کم کرده و ممکن است باعث خطراتی نیز شود، محافظت می‌کند. همچنین از تخلیه کامل باتری جلوگیری کرده و سرعت دشارژ باتری را متناسب با نوع باتری و به منظور حفاظت از آن، محدود می‌کند. (دشارژ کردن سریع باتری موجب کاهش عمر آن می‌شود)
شارژ کنترلر هم به صورت مستقل و هم به صورت مجتمع شده داخل شارژر باتری وجود دارد.

## شارژ کنترلر مستقل
شارژ کنترلرهای مستقل به صورت یک دستگاه مجزا به همراه تجهیزات برق خورشیدی و برق بادی عرضه می‌شود.
یک شارژ کنترلر سری یا تنظیم کننده سری، از جاری شدن جریان به باتری پس از شارژ کامل آنها جلوگیری می‌کند. یک شارژ کنترلر شنت یا شارژ کنترلر موازی، ولتاژ اضافی را پس از پر شدن باتری‌ها به یک بار موازی مانند یک هیتر برقی وصل می‌کند.
شارژ کنترلرهای ساده، شارژ کردن باتری را پس از یک مقدار ولتاژ تعیین شده متوقف می‌کنند و پس از افت ولتاژ باتری از آن مقدار دوباره آن را شارژ می‌کنند. روش‌های مدولاسیون پهنای پالس و ردیابی نقطه حداکثر توان، از روش‌های پیچیده الکترونیکی هستند که نحوه شارژ باتری را متناسب با سطح ولتاژ باتری تنظیم می‌کنند تا از حداکثر ظرفیت باتری استفاده شود.
یک شارژ کنترلر مجهز به MPPT
، مهندسان را از تطبیق ولتاژ پنل‌های خورشیدی با ولتاژ باتری بی‌نیاز می‌کند. به عنوان مثال یک پنل خورشیدی با ولتاژ ۱۵۰ ولت که به یک شارژ کنترلر مجهز به mppt وصل می‌شود، می‌تواند در شارژ کردن یک باتری ۲۴ یا ۴۸ ولتی بکار رود. با سری کردن پنل‌ها، ولتاژ افزایش یافته و جریان ثابت می‌ماند در نتیجه سیم نازکتر استفاده می‌شود بنابراین مقدار صرفه جویی در هزینه سیم، بیشتر از هزینه شارژ کنترلر خواهد بود.
بعضی از شارژ کنترلرها، دمای باتری‌ها را برای جلوگیری از گرم شدن آنها اندازه می‌گیرند همچنین اطلاعات اندازه‌گیری شده را از طریق مودم به نقاط دور دست ارسال می‌کنند.